# قسم بيرسهراب الريفي (مقاطعة تشابهار)
قسم بيرسهراب الريفي (بالفارسية: دهستان پیرسهراب) هي منطقة ريفية تقع في قسم في إيران. يقدر عدد سكانها بـ 20,281 نسمة .